# 今泉佑唯のオトナ女子
『今泉佑唯のオトナ女子』（いまいずみゆいのおとなじょし）は、テレ朝チャンネルで放送されたバラエティ番組。今泉佑唯の冠番組である。

## 概要
女性アイドルグループ欅坂46の元メンバーである今泉佑唯の初の冠番組である。
20歳のうちにやっておきたい事を次々に体験していくバラエティ番組。
VRサイクリングや、ヘアメイク、マッサージなどを体験。
石田明（NON STYLE）が「オトナビゲーター」として同行している。

## 出演者
- 今泉佑唯
- 石田明(NON STYLE)
- 安倍乙(劇団4ドル50セント)
- 麻田ゆん

## スタッフ
- 構成:櫻井たつし
- CAM:小野寺和則
- AUD:池田祐介
- EED:坂本貴志
- MA・音効:阿部雄太
- デザイン:ツボイヒロム
- 技術協力:クラフトフィールド、共テレ
- 協力:エイベックス・マネジメント株式会社
- 制作スタッフ:臼倉千裕、源田陽介
- 演出:金澤タダスケ
- プロデューサー:前田健太郎、木村嘉範
- 宣伝・ブレーン・監修:小菅聡之
- 制作協力:ラッキースマイル
- 制作著作:tv asahi